# فرقة الإنزال الجوي 91
فرقة الإنزال الجوي 91 ( ألماني 91). كانت Luftlande-Infanterie-Division فرقة مشاة تابعة للجيش الألماني في الحرب العالمية الثانية.

## التاريخ
تم تكوينه في الأصل كقسم للإنزال الجوي (Luftlandivision) تم تدريبها وتجهيزها للنقل الجوي (أي المدفعية القابلة للنقل بعدد قليل من أسلحة الدعم الثقيل) للمشاركة في عملية الشوح الشرقي، وهي عملية محمولة جواً ملغية كان من المفترض ان تنفذ في الدول الاسكندنافية. على الرغم من اسمها، كانت الفرقة وحدة في الجيش كفرقة مشاة.
شكلت في باومهولدر في يناير 1944 تحت قيادة جينيرال لوتنانت برونو أورتنر، تم نقل قيادتها إلى Generalleutnant فيلهلم فالي ونقلها إلى COTENTIN.

## القادة
- Generalleutnant Bruno Ortner (10 February 1944 - 25 April 1944)
- Generalleutnant Wilhelm Falley (25 أبريل 1944 - 6 يونيو 1944) كيا
- اللواء بيرنهارد كلوستركمبر (6 يونيو 1944 - 10 يونيو 1944)
- جنرال لوتنانت يوجين كونيج (10 يونيو 1944 - 10 أغسطس 1944)

## التنظيم (يونيو 1944)
- القائد
- فوج غرينادير 1057
- فوج غرينادين 1058
- فوج المدفعية الجبلية 191
- كتيبة المهندسين 191
- الفيلق مضادة للدبابات 191
- كتيبة الميدان 191
- الفيلق المضاد للطائرات 191
- كتيبة الإشارات 191
- فوج المظليين السادس (مرفق من قسم المظليين الثاني )
- كتيبة بانزر 100 وكتيبة تدريب (مرفق)